# Firdaus Ramadhan
Firdaus Ramadhan (sinh ngày 8 tháng 5 năm 1988) là một cầu thủ bóng đá người Indonesia và hiện tại anh thi đấu cho Sriwijaya ở Liga 1.